# Черепашки-ниндзя 2
«Черепашки-ниндзя 2» (англ. Teenage Mutant Ninja Turtles: Out of the Shadows) — фильм режиссёра Дэйва Грина, основанный на комиксах о «Черепашках-ниндзя» и первом мультсериале о них. Является продолжением фильма «Черепашки-ниндзя» 2014 года. Большинство актёров из первого фильма повторили свои роли (лишь некоторые были заменены). Мировая премьера фильма состоялась 30 мая 2016 года, в России — 2 июня.

## Сюжет
Спустя год после битвы на вершине Сакс-Тауэр, четверо братьев-черепашек: Леонардо (Лео), Донателло (Донни), Микеланджело (Майки) и Рафаэль (Раф) продолжают жить беззаботной жизнью подростков-ниндзя. Чтобы не раскрывать себя, они договорились о том, что лавры человека, остановившего Эрика Сакса и клан Фут со Шреддером во главе, присвоит себе Вернон Фенвик. Он получает «Ключ от Города» и становится популярной медиа-звездой по кличке «Сокол». Каждого из черепашек-ниндзя тяготит то, что они не могут заявить о себе миру, а Майки даже выходит на поверхность во время парада на Хеллоуин, где его внешность воспринимают как костюм, но его братья быстро возвращают Микеланджело в канализацию. Лео пытается держать каждого из братьев в узде, чувствуя ответственность лидера перед командой.
Тем временем, Эйприл О’Нил, продолжающая работать журналисткой, следит за известным учёным Бакстером Стокманом, ранее работавшим на Сакса и связанным с Кланом Фут. При помощи часов-компьютера, подаренных Донни, она успевает скачать данные из компьютера учёного, и перед тем, как защитная программа успевает их стереть, она читает сообщение о готовящемся побеге выжившего после событий первого фильма Шреддера во время переправки злодея из городской тюрьмы, о чём сообщает черепашкам. Получив благословение от мастера Сплинтера, братья садятся в обновлённую версию Черепашьего Фургона — огромный мусоровоз, полный разнообразных примочек. Шреддер, которого мутаген омолодил и лишил множества шрамов, переправляется в тюрьму в компании двух головорезов, Рокстеди и Бибопа. Боевики Клана Фут уничтожают машины сопровождения и готовятся вскрыть крышу бронемашины, но им мешают подоспевшие черепашки. В последний момент Шреддер сбегает через телепорт, созданный Стокманом при помощи некоего устройства, найденного Кланом Фут много лет назад. Шреддер оказывается на борту Технодрома, межпространственной крепости мозгообразного пришельца по имени Коммандер Крэнг, который использует большое и мощное тело-андроид, управляя им из кабины, которая размещается у андроида в животе. Он говорит, что телепорт Стокмана — часть устройства, которое попало на Землю много лет назад для последующей переправки Технодрома, но раскололось на три части. Крэнг поручает Шреддеру найти оставшиеся две части: в Музее естественной истории Нью-Йорка и в джунглях Бразилии. В помощь пришелец дает контейнер с некой фиолетовой субстанцией-мутагеном, которая поможет создать Шреддеру сверхчеловеческих помощников.
На Шреддера объявлена охота, и к делу подключается Отдел по борьбе с организованной преступностью, возглавляемый комиссаром Ребеккой Винсент. Винсент выслушивает доклад одного из надзирателей, Кейси Джонса, но не верит в рассказы про мусоровоз, выбрасывающий в боевиков мусорные крышки из-под решетки радиатора, отчего Джонс оказывается отстранен от дела. Кейси, мечтавший с детства быть детективом, решается самолично найти Рокстеди и Бибопа, и парочка оказывается достаточно глупа, чтобы сунуться в любимый бар, где бармен успел сделать им фальшивые сотовые телефоны. Головорезы хотят занять нишу, опустевшую после Клана Фут, но тут к ним приходит Шреддер, который отказался брать их в партнёры, но принял их в «посыльные». Явившийся после их ухода Кейси, устроив небольшой погром в баре, получает от бармена GPS-устройство, по которому выходит на научную лабораторию Бакстера Стокмана.
Шреддер, прибыв к учёному, просит его синтезировать сыворотку Крэнга в аналог мутагена О’Нила-Сакса, обманом обещая славу, что Стокман и делает. Шреддер решается испытать её на Рокстеди и Бибопе, как на идеальных «лабораторных крысах». Головорезы быстро начинают мутировать и оказывается, что сыворотка «пробуждает» животное ДНК человека, из-за чего Рокстеди превращается в антропоморфного носорога, а Бибоп в кабана-бородавочника. Всё это происходит на глазах у Эйприл, проникшей в здание за данными с компьютера Стокмана. Она пользуется замешательством новообращенных мутантов и забирает из лаборатории контейнер с инопланетным мутагеном, и за ней тут же отправляются ниндзя Клана Фут. Добежав до переулка, Эйприл надеется, что черепашки окажут поддержку, но вместо них прибывает Кейси, с клюшкой в руках и хоккейной маской на лице. Кейси дает достойную оплеуху ниндзя, но в горячке боя одному ниндзя удается продолжить погоню за Эйприл, а контейнер с мутагеном оказывается в руках подоспевшей полиции. Когда уже Эйприл и Кейси знакомятся в спокойной обстановке, появляются черепашки. Кейси вначале пугается, считая их пришельцами-людоедами, и черепашки с шутками издеваются над ним, но затем воспринимают его за союзника и забирают его и Эйприл в убежище.
Донни смотрит образцы фиолетовой жидкости, и узнает о её свойстве. Он говорит Лео, что вещество способно менять структуру живых существ, таким образом может превратить их в людей, но лидер команды отказывается от этой идеи, а также запрещает говорить об этом остальным. Майки всё видит и решает рассказать Рафаэлю. В это время Шреддер со своими приспешниками находят второй фрагмент портала. Микеланджело говорит Рафу о сыворотке, и тот в гневе идет к Леонардо. В ходе ссоры, Лео оставляет Майки и Рафаэля «на скамье запасных», а сам с Донни отправляется проверить, почему сработала сигнализация в музее. Оставшиеся братья решают добыть ещё мутагена в тайне от Леонардо, для чего им необходимо проникнуть в полицейский участок. Сказав, что на эту миссию их отправил Лео, Рафаэль убеждает Эйприл и Кейси им помочь. В полицейском участке они встречают ниндзя Фут, которые уже забрали мутаген. В ходе погони Рафаэль и Микеланджело вызывают Леонардо и Донателло, вместе они останавливают ниндзя Фут, но раскрывают себя полиции. Полицейские готовятся стрелять в черепашек, но Эйприл и Кейси останавливают полицейских, дают возможность черепашкам убежать с мутагеном, но сами оказываются арестованы.
В это время в Бразилии Бибоп и Рокстеди на танке находят третий фрагмент портала. Черепахи летят за ними, но обнаруживают, что те уже возвращаются. Траектории их самолётов пересекаются, однако самолет врагов оказывается ниже на 900 метров. Братья спрыгивают на «птичку», где летят Бибоп и Рокстеди, образуется потасовка, в ходе которой самолет разбивается, а Кабан и Носорог убегают с прибором. Кейси и Эйприл звонят Верну и говорят, чтобы он нашёл в лаборатории Стокмана подлинную запись. Вернон идет туда и находит флэшку, предъявляет её Ребекке, которой после просмотра не остаётся ничего, кроме как отпустить Кейси и Эйприл.
Сразу после освобождения начинается вторжение Крэнга. Черепахи узнают о Технодроме и выходят на поверхность, полицейские соглашаются работать с черепашками, чтобы спасти планету. Бакстер Стокман делает Шреддеру шлем с кислородным респиратором, чтобы он мог находиться на поверхности Технодрома, однако тот предаёт ученого, и телепортируется на Технодром. Но по иронии судьбы Крэнг также предаёт Шреддера, замораживает его и отправляет в свою коллекцию солдат. Черепахи пробираются к Крэнгу и начинают сражаться с ним, пока Донни не находит маяк, по которому собирается Технодром. Братья побеждают Крэнга, и отправляют маяк на дроне, в результате чего, корабль разбирается на детали и летит в указанном направлении. Тем временем в здании, где находится портал, Кейси побеждает Бибопа и Рокстеди, и отключает портал, отправляя пришельца обратно в Измерение X. В конце фильма Братьям Мутантам Ниндзя вручают ключи от города, и те клянутся защищать город.

## В ролях
| Актёр                                             | Роль                              |
| ------------------------------------------------- | --------------------------------- |
| Пит Пложек                                        | Леонардо (Leonardo)               |
| Алан Ритчсон                                      | Рафаэль (Raphael)                 |
| Ноэль Фишер                                       | Микеланджело (Michelangelo)       |
| Джереми Ховард                                    | Донателло (Donatello)             |
| Меган Фокс                                        | Эйприл О’Нил (April O'Neil)       |
| Стивен Амелл                                      | Кейси Джонс (Casey Jones)         |
| Уилл Арнетт                                       | Вернон Фенвик (Vernon Fenwick)    |
| Лора Линни                                        | Ребекка Винсент (Rebecca Vincent) |
| Питер Дональд Бадаламенти II / Тони Шалуб (голос) | Сплинтер (Splinter)               |
| Брайан Ти                                         | Ороку Саки / Шреддер (Shredder)   |

| Актёр                | Роль                                  |
| -------------------- | ------------------------------------- |
| Брэд Гарретт (голос) | Крэнг (Krang)                         |
| Тайлер Перри         | Бакстер Стокман (Dr. Baxter Stockman) |
| Гэри Энтони Уильямс  | Бибоп (Bebop)                         |
| Стефан Фаррели       | Рокстеди (Rocksteady)                 |
| Бриттани Исибаси     | Караи (Karai)                         |
| Алессандра Амбросио  | в роли самой себя, девушка Верна      |
| Дин Уинтерс          | Бармен                                |
| Стэн Демидофф        | полицейский перевозивший Шреддера     |
| Роберт Клохесси      | заместитель начальника тюрьмы Хамлетт |
| Джейн Ву             | Джина, помощница Винсент              |
| Кармело Энтони       | в роли самого себя                    |

## Производство
После того, как первая часть собрала почти вчетверо больше своего бюджета, студия Paramount дала добро на производство сиквела. Было заранее объявлено, что в нём появится Кейси Джонс, а также персонажи старого мультсериала — панки-мутанты Бибоп и Рокстеди. Изначально снимать сиквел также должен был Джонатан Либесман, но позже он покинул фильм, и его место занял Дэйв Грин.
31 марта 2015 года было объявлено, что роль Кейси получил актёр Стивен Амелл, более всего известный по роли супергероя Зелёной стрелы в сериалах Телевизионной вселенной DC. В одном из интервью Амелл сравнил персонажей Кейси и Оливера Куинна, сказав, что они «фундаментально разные», но при этом Кейси похож на Оливера из первых сезонов сериала «Стрела».
Роль Бакстера Стокмана в сиквеле исполнил Тайлер Перри, сменивший К. Тодда Фридмана, а роль Шреддера вместо Тохору Масамуне исполнил Брайан Ти.
Изначально в оригинале фильм носил подзаголовок Half Shell, но позже он был изменён на Out of the Shadows. Тем не менее, в русской локализации фильм не имеет подзаголовка.

## Критика
Фильм получил в основном смешанные отзывы критиков, многие из которых отметили, что сиквел вышел заметно лучше оригинала. Сайт Rotten Tomatoes дал 38 % положительных отзывов на основе 142 рецензий со средней оценкой 4.7 из 10. Metacritic дал 40 % положительных отзывов из 100. CinemaScore дал фильму среднюю оценку «A-» на шкале от A + до F, что является лучшим результатом по сравнению с первым фильмом «B».

## Награды и номинации
| Награда                  | Категория                                   | Номинант                                              | Результат | Ссылки |
| ------------------------ | ------------------------------------------- | ----------------------------------------------------- | --------- | ------ |
| 2016 Teen Choice Awards  | Выбор женской роли                          | Меган Фокс                                            | Номинация | [ 13 ] |
| 2016 Teen Choice Awards  | Выбор мужской роли                          | Стивен Амелл                                          | Номинация | [ 13 ] |
| Золотая малина           | Худший Приквел, Ремейк, Спин-офф или Сиквел | Черепашки-ниндзя 2                                    | Номинация | [ 14 ] |
| Золотая малина           | Худшая актриса                              | Меган Фокс                                            | Номинация | [ 14 ] |
| 2017 Kids' Choice Awards | Любимый фильм                               | Черепашки-ниндзя 2                                    | Номинация | [ 15 ] |
| 2017 Kids' Choice Awards | Любимая актриса                             | Меган Фокс                                            | Номинация | [ 15 ] |
| 2017 Kids' Choice Awards | Любимый актёр                               | Уилл Арнетт                                           | Номинация | [ 15 ] |
| 2017 Kids' Choice Awards | Отряд                                       | Ноэль Фишер, Джереми Ховард, Пит Пложек, Алан Ритчсон | Номинация | [ 15 ] |

## Возможное продолжение
Ноэль Фишер сообщил, что все актёры, играющие черепашек, подписали контракт на участие в трёх фильмах франшизы. Меган Фокс также подписала контракт на три фильма. Тайлер Перри сообщил, что в случае производства сиквела, его персонаж вероятно в течение фильма мутирует в свою форму мухи из старого мультсериала.
«Я не думаю, что мы увидим фильм „Черепашки-ниндзя 3“, но это не значит, что новый фильм о Черепашках вообще никогда не выйдет», — сообщил продюсер проекта Эндрю Форм в интервью за 2016 год.
Новая информация о продолжении франшизы появилась 20 июня 2018 года, когда компания Paramount Pictures заявила о намерениях заняться производством следующей части «Черепашек-ниндзя», если Майкл Бэй, Эндрю Форм и Брэд Фуллер готовы продолжить работу, а Эндрю Додж напишет сценарий. На церемонии 24-й кинопремии «Выбор критиков» продюсеры франшизы подтвердили своё участие в проекте и сообщили, что съёмки третьей части должны начаться в 2019 году.